# スロバキア語
- スロバキア語
- スロヴァキア語

スロバキア語（slovenčina, slovenský jazyk）は、スロバキア人の典型的母語であり、スロバキア共和国の公用語である。インド・ヨーロッパ語族、スラヴ語派に属する。スラヴ語派ではチェコ語、ポーランド語などと同様西スラヴ語群に属し、とりわけチェコ語には近く、チェコ語の話者とスロバキア語の話者とが互いの言語で会話が成立する程である。言語コードはISO 639-1はsk, ISO 639-2は SLO/SLK.

## 話者分布
スロバキア語は、スロバキア共和国でおよそ500万人が使用している。国外では、アメリカで移民を中心に50万人が使用しているほか、チェコで32万人、ハンガリーで11万人、セルビアで8万人、ルーマニアに22,000人、ポーランドに2万人、カナダに2万人、オーストラリア、ウクライナ、ブルガリア、クロアチアなどに各5,000人ずつ存在する。またロシアやその他の国にも少数存在する。
スロバキア語は、スロバキア共和国の公用語であるほか、セルビアのヴォイヴォディナ自治州でも公用語のひとつになっている。スロバキア語の話者が伝統的に存在する地域は、現在のスロバキアを領有していた旧ハンガリー王国の全域にわたっており、スロバキア、ハンガリーのほかにセルビアのヴォイヴォディナ自治州、ルーマニア、ウクライナのザカルパッチャ州などがこれに含まれる。

## 方言
三つに大別される。
- 東スロバキア方言
- 中央スロバキア方言
- 西スロバキア方言

## 音韻
音声上の特徴としては、著しい口蓋化が認められる。
- 語末の子音は無声化する。
- 文中で、対応する有声子音・無声子音を持つ子音が、子音の直前に置かれた場合、有声子音の前なら有声化、無声子音の前なら無声化する。
- 音節末の "v" は /u̯/ になる。ただし直後に "n" か "ň" が続く場合はならない。
- "ia" "ie" "iu" は /i̯a/ /i̯e/ /i̯u/ 。ただし外来語、借用語を除く。
- "r" と "l" は母音のようにみなされることもあり、母音と同様に長音にはアキュートアクセントが書かれる。

| 文字 | IPA発音記号 |
| ---- | ----------- |
| a    | a           |
| á    | aː          |
| ä    | æ, ɛ        |
| b    | b           |
| c    | t͡s          |
| č    | t͡ʃ          |
| d    | d           |
| ď    | ɟ, dʲ       |
| dz   | d͡z          |
| dž   | d͡ʒ          |
| e    | e           |
| é    | eː          |
| f    | f           |
| g    | ɡ           |
| h    | ɦ           |
| ch   | x           |
| i    | ɪ           |
| í    | iː          |
| j    | j           |
| k    | k           |
| l    | l, l̩        |
| ĺ    | l̩ː          |
| ľ    | ʎ, lʲ       |
| m    | m           |
| n    | n           |
| ň    | ɲ, nʲ       |
| o    | ɔ           |
| ó    | ɔː          |
| ô    | u̯o          |
| p    | p           |
| q    | kv          |
| r    | r, r̩        |
| ŕ    | r̩ː          |
| s    | s           |
| š    | ʃ           |
| t    | t           |
| ť    | c, tʲ       |
| u    | u           |
| ú    | uː          |
| v    | v           |
| w    | v           |
| x    | ks          |
| y    | ɪ           |
| ý    | iː          |
| z    | z           |
| ž    | ʒ           |

## アクセント
- スロバキア語のアクセントはほぼ常に第一音節に置かれる。主な例外は、語が単音節から成る場合などである。
- 注意：ダイアクリティカルマークがあるからと言ってその音節にアクセントが置かれるというわけではない。
- スロバキア語の単語ではアクセントは表記されない。

## 文字
- 表記にはラテン字母に DZ と CH の合字を加えて用い、ダイアクリティカルマークを併用する。
- ダイアクリティカルマーク（ˇ, ´, ¨, ^）はある状況で特定の文字につく。ほとんどの文字は大概（ダイアクリティカルマークがなければ）アルファベット通りの発音となる。
- アキュートマーク（または長音記号）は長母音を示す。例えば í は「イー」と読む。この記号は全ての母音に付く可能性があり、子音 l と r の上にも付くことができる。（そのような場合の l と r は母音とみなされる。）
- 曲折アクセントは o の上にのみ現れる。（文字：ô）
- ウムラウトはaの文字の上にのみ使われる。（文字：ä）
- ハーチェクは口蓋化や、歯茎摩擦音が後部歯茎音に変化することを示し、非公式なスロバキア語学では単に口蓋化と呼ばれている。全ての子音がハーチェクを伴うことができるわけではなく、8つの子音がハーチェクと一緒に使える。
  - ハーチェクは　̌または ’ の二つの形で文字として表現される

č, dž, š, ž, ň
ľ, ď, ť

## 文法

### 概要
動詞は主語の数・人称に応じて6つの格へ変化する。単数と複数の区別がある。
形容詞・動詞および一部の数詞は修飾する名詞の性・数に応じて変化する。また形容詞はつねに名詞に前置される。一般に SVO 構文を取る。
人称代名詞が主語であるとき、しばしば省略される。
過去時制は二つ、未来時制は一つである。またふたつの条件法をもつ。

### その他の文法現象

#### 能動分詞
能動分詞は、動詞の三人称複数形に接尾辞-ci/ca/ceを付けることで作られる。形容詞の形をしており、cudzíのように格変化する。

#### 受動分詞
動詞の基本形から語末–ťを取り除き、-ný　（動詞によっては-enýまたは-tý）を付けることで受動分詞ができる。

#### ‘ty’の形と’vy’の形
スロバキア語では話し相手にあたる他者(二人称）を示す際に2通りの方法がある。
・’ty’の形：フォーマルでない形の呼びかけ。友人や子ども、家族のメンバー、学校の他の生徒などに対して話しかけるときに使う形。
・’vy’の形：フォーマルな形の呼びかけ。丁寧な呼びかけで用いる。事務所や店などで子どもや生徒が大人や教師に話しかけるときにも使う。

## 語順

### 肯定文
一般的な語順：　主語＋述語／述部＋その他の文の要素＋終止符
スロバキア語の語順はかなり自由である。
例：「今日ペテルは初めて学校に行く。」
- Peter ide dnes prvý raz do školy.
- Dnes ide Peter prvý raz do školy.
- Do školy ide dnes Peter prvý raz.
- Prvý raz ide dnes Peter do školy.

文の意味は変わらないが、語順を変えることで、個々の語を強調することが可能。

### 疑問文
一般的な語順：　（疑問代名詞）＋述語／述部＋主語＋その他の文の要素＋疑問符
- Jano býva v Bratislave.
- Býva Jano v Bratislave?

- Jano ide do školy.
- Kam ide Jano?

### 命令文
一般的な語順：　命令形＋述語／述部＋その他の文の要素＋強調符
- Spite osem hodín!
- Deti, čítajte knihy!

### 複文
複文とは、二つまたはそれ以上の文を組み合わせたものである。複文の語順は複文の種類によって異なる。

### 与格と対格の出てくる文の語順
与格と対格の出てくる文の語順は、主に次の二つのルールに従って決まる。
1. どちらも代名詞である場合、順番は「与格＋対格」
2. 一方が名詞で、もう一方が代名詞で表されている場合、代名詞のものが名詞のものよりも前に出る。

例：
- Požičaj mu ju.

代名詞与格 + 代名詞対格
- Požičaj ju Petrovi.

代名詞対格 + 名詞与格
- Požičaj mu knihu.

代名詞与格 + 名詞対格

## 挨拶表現
Ahoj! Čau!　やあ。
Dobrý deň.　こんにちは。
Dobré ráno.　おはようございます。
Dobrý večer.　こんばんは。
Ahoj! Čau!　 バイバイ！
Dovidenia. / Dovi. さようなら。
Dobrú noc.  おやすみなさい。
Zbohom.   さようなら。
Teší ma.  はじめまして。